# Кумбалы
Кумба́лы (чув. Кăмпал) — деревня в составе Азимсирминского сельского поселения Вурнарского района Чувашской Республики.

## География
Деревня расположена на правом берегу реки Хирлеп, в 76 километрах от Чебоксар, 23 километрах от районного центра.

## История
Ранее носила название Первая Норусова.
До 1927 года относилась к Тугаевской волости Цивильского уезда и Норусовской волости Ядринского уезда.
До 1724 года жители деревни относились к ясачным крестьянам, а с 1724 до 1866 года — к государственным крестьянам. Основными занятием жителей было земледелие, животноводство, пчеловодство, производство дровней. В конце XIX — начале XX веков в деревне работали две мельницы.
В 1927—31 годах относилась к Вурнарскому району.
В 1931 году образован колхоз «Новый путь».
В 1939—56 годах в составе Калининского района.
С 1956 года — вновь в составе Вурнарского района.

## Демография
Население села равнялось:
| Год  | Крестьянских дворов | Мужчин | Женщин | Всего |
| ---- | ------------------- | ------ | ------ | ----- |
| 1719 | 31                  | 117    |        |       |
| 1795 | 10                  | 30     | 22     |       |
| 1858 |                     | 84     | 87     |       |
| 1897 |                     | 131    | 132    |       |
| 1926 | 80                  | 173    | 184    |       |
| 1939 |                     | 180    | 207    |       |
| 1979 |                     | 164    | 185    |       |
| 2002 | 92                  | 118    | 129    | 247   |

## Инфраструктура
В деревне есть клуб, спортплощадка, магазин.

## Известные люди
В деревне родился чувашский писатель Антип Николаевич Шевле (Николаев).